# Ta (kana)
A hiragana た, katakana タ, Hepburn-átírással: ta, magyaros átírással: ta japán kana. A hiragana a 太 kandzsiból származik, a katakana pedig a 多 kandzsiból. A godzsúonban (a kanák sorrendje, kb. „ábécérend”) a 16. helyen áll. A た Unicode kódja U+305F, a タ kódja U+30BF. A dakutennel módosított alakok (hiragana だ, katakana ダ) átírása da, kiejtése [da].
|            | Hepburn és magyaros | Hiragana (Unicode) | Katakana    |
| ---------- | ------------------- | ------------------ | ----------- |
| Alapalak   | ta                  | た (U+305F)        | タ (U+30BF) |
| Dakutennel | da                  | だ (U+3060)        | ダ (U+30C0) |

## Vonássorrend
|  |  |
|  |  |